# Ravno Bučje (Bujanovac)
Ravno Bučje (em cirílico: Равно Бучје) é uma vila da Sérvia localizada no município de Bujanovac, pertencente ao distrito de Pčinja, na região de Binačko Pomoravlje. A sua população era de 393 habitantes segundo o censo de 2002.

## Demografia
| 1948 | 1953 | 1961 | 1971 | 1981 | 1991 | 2002 |
| ---- | ---- | ---- | ---- | ---- | ---- | ---- |
| 509  | 571  | 590  | 711  | 703  | 601  | 393  |